# Уједињење Румуније и Молдавије
Уједињење Румуније и Молдавије је популаран концепт који се појављује од касних 1980-их, током слома комунизма. Румунска револуција 1989. године и независност Молдавије 1991. године додатно су допринели развоју покрета за уједињење двеју земаља у којима преовлађује румунски језик. Идеја је раширена у Румунији, док је у Молдавији подржава мањина.
Појединци који заговарају уједињење обично се називају „унионисти” (рум. unioniști). Неки га подржавају као миран процес заснован на пристанку двеју земаља, други у име „румунског историјског права над Бесарабијом”. Присталице уније називају противнике „Молдовенистима” (рум. moldoveniști) или „Сататалистима” (рум. stataliști).

## Позадина
Кнежевина Молдавија била је вазална држава Османског царства, док је њене источне територије између Прута и Дњестра, након Букурешког мира припојила Руска Империја. Руси су овај нови регион називали Бесарабија, узевши име које се раније односило само на јужни део регије и проширујући га тако да покрива читаву новоанектирану територију. Име је добила по влашкој династији Бесараб, која је била румунско-куманског рода. Након Првог светског рата, Бесарабија је прогласила независност од Русије и након 3 месеца се ујединила са Краљевином Румунијом. Било је то 28. октобра 1920. године, а Румунија се позивала на историјско и етничко право.
У Другом светском рату прелазила је из руке у руку. Совјетска анексија је међународно призната 1947. године као Молдавска Совјетска Социјалистичка Република. Тада је део Бесарабије припао и Украјини.
Совјети су снажно промовисали молдавски етнички идентитет. Званична совјетска политика је наводила да су румунски и молдавски два различита језика и да би се нагласила ова разлика, молдавски је морао бити написан новом ћирилицом (молдавском ћирилицом) заснованом на реформисаној руској ћирилици.

## Развој догађаја након 1989. године
У септембру 1989. године, либерализацијом у Совјетском Савезу, парламент Молдавске ССР прогласио је молдавски као службени језик и потврдио постојање „молдавско-румунског језичког идентитета”.
После неколико деценија строгог раздвајања, 6. маја 1990. године, Румунија и Молдавска ССР привремено су укинуле ограничења преласка границе, а хиљаде људи прешло је реку Прут која је обележавала њихову заједничку границу.
Фактори који су ометали уједињење били су сложени, почев од опреза политичких лидера у Молдавији и Румунији, рата у Придњестровљу и што је можда још важније, менталитета великог дела становништва у Молдавији (и донекле у Румунији) који били равнодушни или су се противили таквом пројекту. У свом обраћању румунском парламенту, у фебруару 1991. године, први председник Молдавије, Мирча Снегур говорио је о заједничком идентитету Молдаваца и Румуна, мислећи на „Румуне са обе стране реке Прут“. У јуну 1991. Снегур је говорио о томе да се Молдавија креће ка поновном уједињењу са Румунијом, додајући да Совјетски Савез не улаже велике напоре да то заустави.
Иако су многи молдавски интелектуалци подржали унију и желели су „поновно окупљање са румунском матицом“, није било довољно подршке за њу у народу, јер се више од 70% Молдаваца противило према анкети из 1992. године. Истовремено, Придњестровље, источни део Молдавије, насељен словенском (углавном руском и украјинском) већином, искористио је наводну опасност од уједињења са Румунијом као изговор за сопствене тежње за независношћу.

## Политичке промене након независности Молдавије
Након проглашења независности 27. августа 1991. године, румунска застава нашла се на молдавском грбу, а румунска химна „Пробудите се Румуни” постала симбол нове независне Молдавије. Након растуће напетости између про-синдикалне владавине Молдавског народног фронта и председника Снегура, посебно око уједињења, председник се приближио молдавској групи земљорадника и именовао њиховог кандидата Андреја Сангелија за премијера.
После победе земљорадника на изборима 1994. године, Молдавија је почела да се дистанцира од Румуније. Државна застава је мало измењена, а изабрана је и нова химна „Наш језик”. Многе јавне личности сматрале су да је молдавски референдум из 1994. године о независној Молдавији имао за циљ искључивање уније са Румунијом. Устав усвојен 1994. године од стране новог парламента којим су доминирали молдавски пољопривредници и социјалисти назвао је службени језик „молдавски”, за разлику од раније Декларације о независности која га је називала „румунски”. Покушај молдавског председника Мирче Снегура 1996. године да промени назив службеног језика у „румунски” одбацио је молдавски парламент као „промовисање румунског експанзионизма”.
Парламент којим су доминирали комунисти, усвојио је 2003. године „Концепт националне политике“, наводећи да су Молдавци и Румуни различити народи, а да су Румуни етничка мањина у Молдавији.
Пре 2005. године, једино је Хришћанско-демократска народна партија, један од политичких наследника Народног фронта Молдавије, активно подржавала уједињење. Међутим, став хришћанско-демократа се значајно променио након што су започели блиску сарадњу са владајућим молдавским комунистима. Током избора у априлу 2009. године, савез Национално-либералне странке и Европског акционог покрета кандидовао се изборима залажећи се на идеју лабаве уније са Румунијом, али је скупио само око 1% гласова.

## Тренутно стање

### Двојно држављанство
Анкета која је спроведена у новембру 2007. показује да је 33,6% становништва Молдавије заинтересовано да поред молдавског има и румунско држављанство, док 58,8% није заинтересовано. Главни разлог заинтересованих је: осећај припадности Румуније (31,9%), могућност путовања у Румунију (48,9%) и могућност путовања или рада у Европској унији (17,2%).
Између 1991. и 2009. године, око 140.000 држављана Молдавије добило је румунско држављанство. Према неким проценама, чак 1 милион држављана Молдавије затражило је румунско држављанство до 2009. године. Румунска влада је 2010. године створила Националну службу за држављанство за обраду великог броја захтева за румунско држављанство, посебно од грађана Молдавије. Студија „Поновно стицање румунског држављанства: историјске, упоредне и примењене перспективе“, објављена 2012. године, процењује да је 226.507 држављана Молдавије поново стекло румунско држављанство до 15. августа 2011. године. Између 15. августа 2011. и 15. октобра 2012, још додатних 90.000 је поново стекло румунско држављанство, према Националном ауторитету за држављанство, чиме је укупан број износио 320.000.
Стварни број особа којима је дато држављанство у овим пријавама и даље остаје нејасно, јер свака пријава може укључивати малолетнике који зависе од подношења захтева за одрасле. Процењује се је број особа око 400.000.
| Година    | Број обрађених особа (одрасли) |
| --------- | ------------------------------ |
| 1991–2001 | 108.000                        |
| 2002–2008 | 7.500                          |
| 2009      | 22.000                         |
| 2010      | 41.800                         |
| 2011      | 69.800                         |
| 2012      | 73.800                         |
| 2013      | 64.900                         |
| 2014      | 61.800                         |
| 2015      | 47.300                         |
| 2016      | 63.000                         |
| 2017      | 85.400                         |
| 2018      | 47.200                         |
| 2019      | 43.600                         |
| Укупно    | 726.100                        |

### Акција 2012
У априлу 2011. године, коалиција невладиних организација из Румуније и Молдавије створила је грађанску платформу „Акција 2012“ (Acțiunea 2012), чији је циљ „подизање свести о неопходности уједињења између Румуније и Молдавије“. Година 2012. изабрана је као референца на двестогодишњицу обележавања поделе историјске Молдавије 1812. године, када је Руско царство припојило оно што ће се касније назвати Бесарабија. Присталице виде уједињење као преокрет ове историјске поделе, преокрет инспирисан прилично краткотрајном Унијом Бесарабије са Румунијом (1918–1940) која је прекинута совјетском окупацијом.
У фебруару 2012. године, формиран је Савет Уједињења који је требао да „окупи све унионисте“ у циљу „промоције идеје румунског националног јединства“. Међу њима је било доста истакнутих људи и политичара Молдавије.

### Маршеви уједињења
Новостворене иницијативне групе Акција 2012 и Савета уједињења организовале су неколико манифестација у знак подршке уједињењу током 2012. године. Прва је била окупљање од 2.000 до 3.000 људи у Кишињеву 25. марта 2012. године. Одржана је у знак годишњице Уније Бесарабија са Румунијом 27. марта 1918. Већи скупови одржани су 13. маја (који је обележено 200 година Букурешшког споразума 1812. године и прве руске анексије Бесарабије) и 16. септембра. Манифестације мањег обима одвијале су се у молдавским градовима Кахул и Балци 22. јула, односно 5. августа.
Маршеви су подржавали разни интелектуалци и уметници из обе земље, док су им се супротставили председник Молдавије Маријан Лупу и премијер Влад Филат.
Нове иницијативе групе Акције 2012 и Савета уједињења били су скупови у Букурешту су одржано у октобру 2013. године и октобру 2014. године. Такође, у септембру 2014. године, одржан је још један скуп у Кишињеву, током којег је Централном улицом града пронесена румунска застава дужине 300 метара. Дана 16. маја 2015, између 5.000 (процена полиције) и 25.000 људи (процена организатора) демонстрирало је за уједињење у Кишињеву у како се тврди, највећим прорумунским протестима од 1990-их. Још један протест, који је привукао између 5.000 и 30.000 људи (тврде организатори), одржао се 5. јула 2015. у Кишињеву.
Око хиљаду младих међу учесницима кренуло је у Букурешту у Марш Стефана Молдавског (рум. Marșul lui Ștefan cel Mare) позивајући на уједињење Молдавије са Румунијом. Марш је трајао недељу дана, од 5. до 11. јула. У Републици Молдавији марш је следио руту Страшени – Калараши – Корнешти – Унгени. Учесници су прешли реку Прут, 11. јула у 10 сати. Њихов марш је завршен у Букурешту, где их је неколико стотина румунских грађана дочекало на Универзитетском тргу, пре него што су кренули према палати Котрочени да позову румунског председника Клауса Јоханиса да подржи пројекат уједињења. Бивши председник Молдавије Владимир Вороњин оштро је осудио поход на Румунију. У писму председнику Европског парламента Мартину Шулцу, објављеном 7. јула, Воронин је оптужио Букурешт да подстиче „уништавање и анексију Молдавије“.
Дана 22. септембра 2015. године, владе Румуније и Републике Молдавије одржале су билатерално окупљање у Нептуну, округ Констанца, где је демонстрирало преко 300 униониста. Њихови представници су добили приступ састанку, разговарајући са министром спољних послова о заједничким пројектима. Синдикалци су најавили „Агенду поновног уједињења 2018“, неке од њихових тврдњи су прихваћене и одлучене у оквиру међувладиног састанка.
Поводом прославе стогодишњице Дана Велике уније, 2018. године неколико румунских и молдавских активиста за уједињење организовало је демонстрацију названу Марш стогодишњице. Почело је у Алба Јулији 1. јула 2018. а завршило се у Кишињеву 1. септембра 2018. Један од његових главних циљева био је постизање уједињења Молдавије са Румунијом. Учесници су покушали да прикупе милион потписа за организацију референдума. Иако су у почетку молдавске власти забрањивале учесницима прелазак границе, касније су им дозволиле улазак.

## Јавно мњење

### Молдавија
Резултати истражиавња јавног мњења о уједињењу са Румунијом у последњих година у Молдавији показује повећање интересовања за уједињењем, али је ипак већина и даље против. Резултати су следећи:
| Датум         | Питање | За уједињење | Против уједињења | Не бих гласао | Не знам/Нисам | Без одговора |
| ------------- | --- | ------------ | ---------------- | ------------- | ------------- | ------------ |
| Новембар 2015 | Ако би се следеће недеље одржао референдум о уједињењу Републике Молдавије и Румуније, да ли бисте гласали за или против уједињења | 20.6%        | 52.7%            | 9.4%          | 13.8%         | 3.5%         |
| Април 2016    | Ако би се следеће недеље одржао референдум о уједињењу Републике Молдавије и Румуније, да ли бисте гласали за или против уједињења | 17.3%        | 66.1%            | 4%            | 11.5%         | 1.1%         |
| Октобар 2016  | Ако би се следеће недеље одржао референдум о уједињењу Републике Молдавије и Румуније, да ли бисте гласали за или против уједињења | 15.6%        | 63.8%            | 8.1%          | 11.8%         | 0.8%         |
| Април 2017    | Ако би се следеће недеље одржао референдум о уједињењу Републике Молдавије и Румуније, да ли бисте гласали за или против уједињења | 23.0%        | 58.1%            | 8.2%          | 8.6%          | 2.0%         |
| Новембар 2017 | Ако би се следеће недеље одржао референдум о уједињењу Републике Молдавије и Румуније, да ли бисте гласали за или против уједињења | 21.7%        | 56.2%            | 7.1%          | 12.7%         | 2.3%         |
| Април 2018    | Ако би се следеће недеље одржао референдум о уједињењу Републике Молдавије и Румуније, да ли бисте гласали за или против уједињења | 24.0%        | 57.0%            | 9.0%          | 9.0%          | 1.0%         |
| Октобар 2020  | Ако би се следеће недеље одржао референдум о уједињењу Републике Молдавије и Румуније, да ли бисте гласали за или против уједињења | 33.3%        | 48.3%            | 3.5%          | 12.8%         | 2%           |

### Румунија
Истраживање спроведено у Румунији о Молдавији показало је следеће резултате:
| Питање                                                                                           | Да    | Не    | Не знам/Немам мишљење |
| ------------------------------------------------------------------------------------------------ | ----- | ----- | --------------------- |
| Да ли верујеш да је језик којим се говори у Бесарабији румунски?                                 | 71.9% | 11.9% | 16.2%                 |
| Да ли верујеш да је Бесарабија румунска земља?                                                   | 84.9% | 4.7%  | 10.4%                 |
| Да ли се слажеш са уједињењем Бесарабије са Румунијом?                                           | 86.5% | 12.7% | 0.8%                  |
| Да ли сматраш да уједињење Бесарабије са Румунијом треба да буде приоритет румунских политичара? | 55.2% | 20.5% | 24.2%                 |

| Питање                           | Румуни | Молдавци | Руси | Не знам/Немам мишљење |
| -------------------------------- | ------ | -------- | ---- | --------------------- |
| Да ли сматраш да су Бесарабљани: | 67.5%  | 28.2%    | 3.9% | 0.3%                  |